# Dingzhou
Dingzhou (定州), già Dingxian, è una città-contea della Cina, nella prefettura di Baoding nella provincia di Hebei.
La città non è molto lontana da Shijiazhuang, complesso urbano di oltre un milione di abitanti. Dingzhou è il capoluogo del distretto omonimo.